# Palazzo dei re Bell di Douala
Il Palazzo dei re Bell di Douala è un edificio nel quartiere di Bonanjo a Douala in Camerun. Il palazzo è costruito nel 1905 dal re Bell Auguste Manga Ndumbe durante il periodo coloniale tedesco in Camerun. Resta uno degli edifici più emblematici della città di Douala per la sua storia e per la sua architettura.
Il nome La Pagode (la pagoda) è come lo scrittore Louis-Ferdinand Céline chiama l'edificio nel libro Voyage au bout de la nuit, dopo aver soggiornato a Douala nel 1916-1917.
L'edificio è utilizzato come casa della famiglia Bell fino al 1914, data dell'impiccagione di Rudolf Douala Manga Bell da parte dei tedeschi con l'accusa di alto tradimento. 
L'edificio è sempre di proprietà della famiglia reale Bell. Dagli anni Venti il palazzo è gestito da diversi affittuari. Ospita gli uffici della società Sangha Oubangui e successivamente quelli della società navale dell'ovest. L'edificio attualmente ospita il ristorante caffetteria Restaurant La Pagode Cafe des Palabres. L'hangar retrostante ospita il primo cinema di Douala Le Paradis; il cinema viene poi ristrutturato nel 1995 dall'architetto Danièle Diwouta-Kotto per ospitare l'associazione d'arte doual'art, su iniziativa di Didier Schaub e Marilyn Douala Bell, un membro della famiglia reale Bell.

## Galleria d'immagini

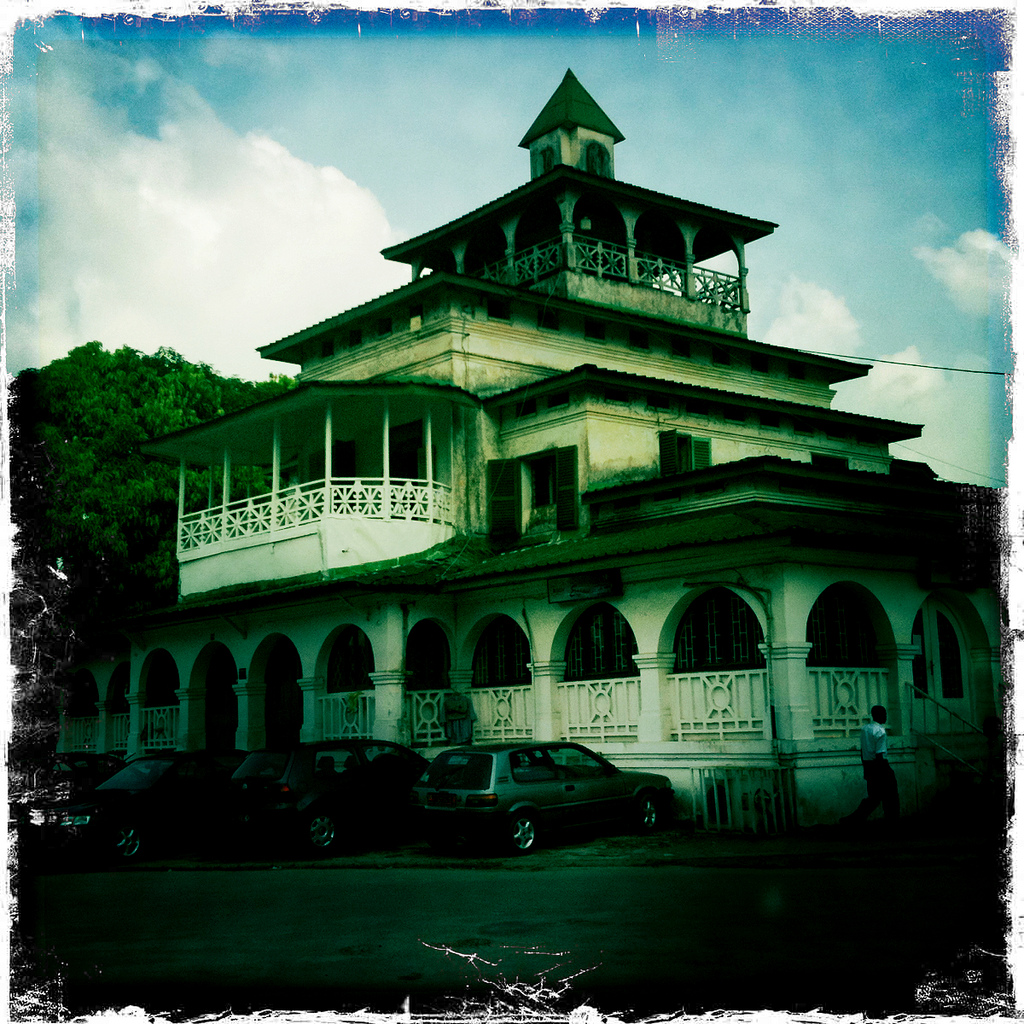
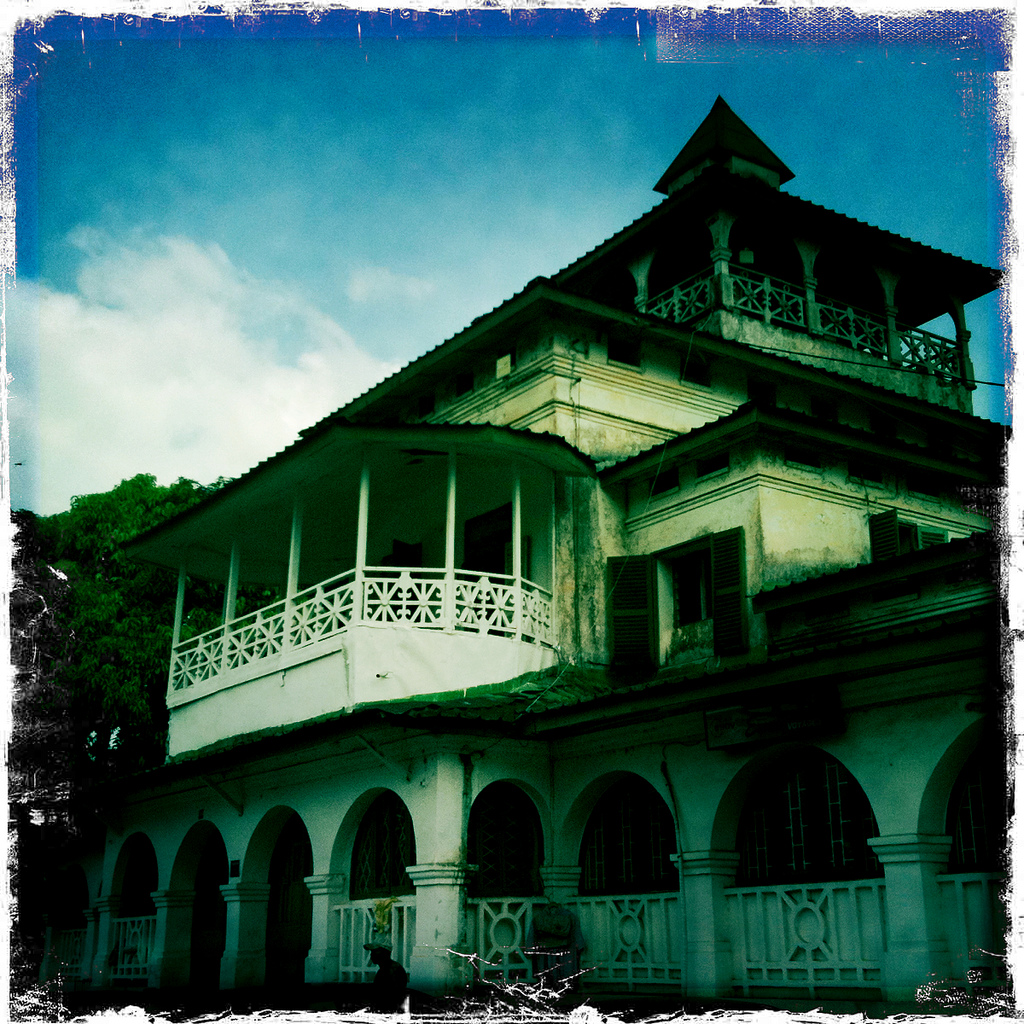
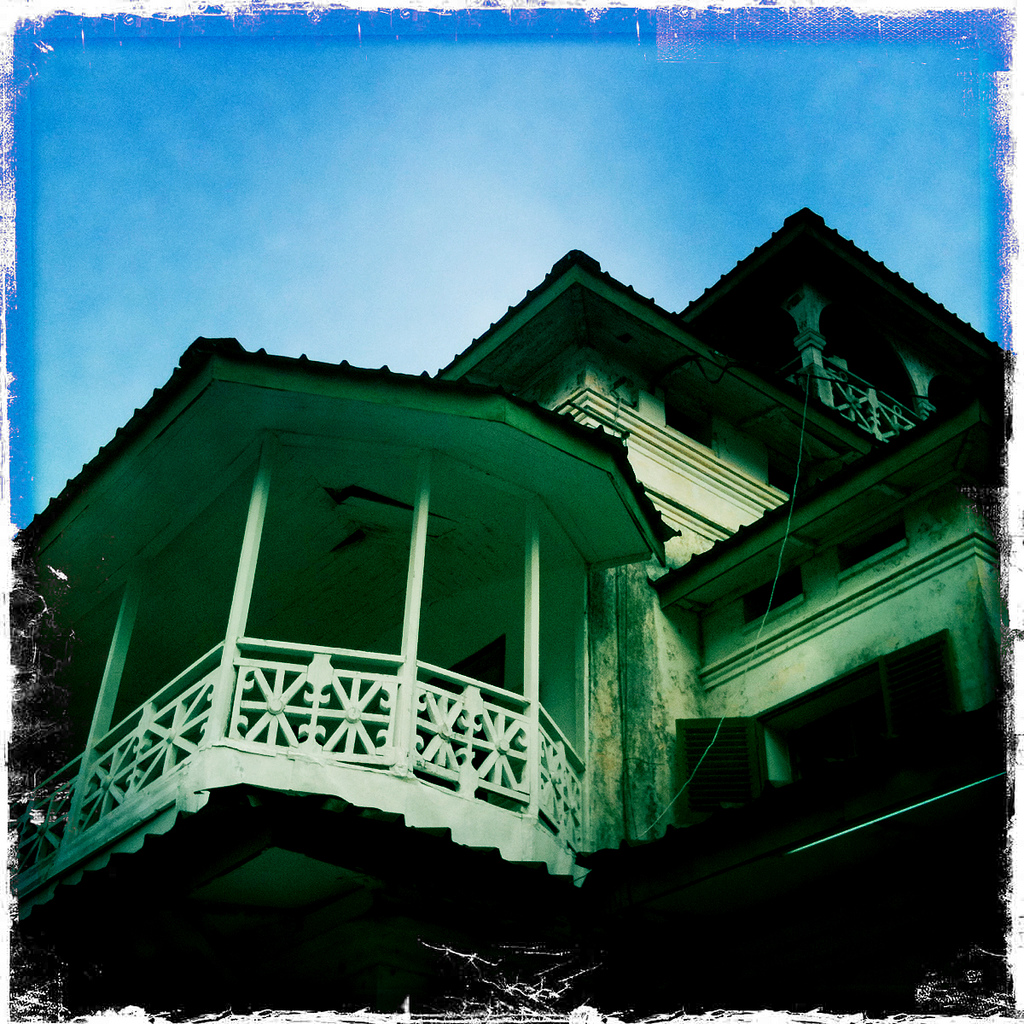
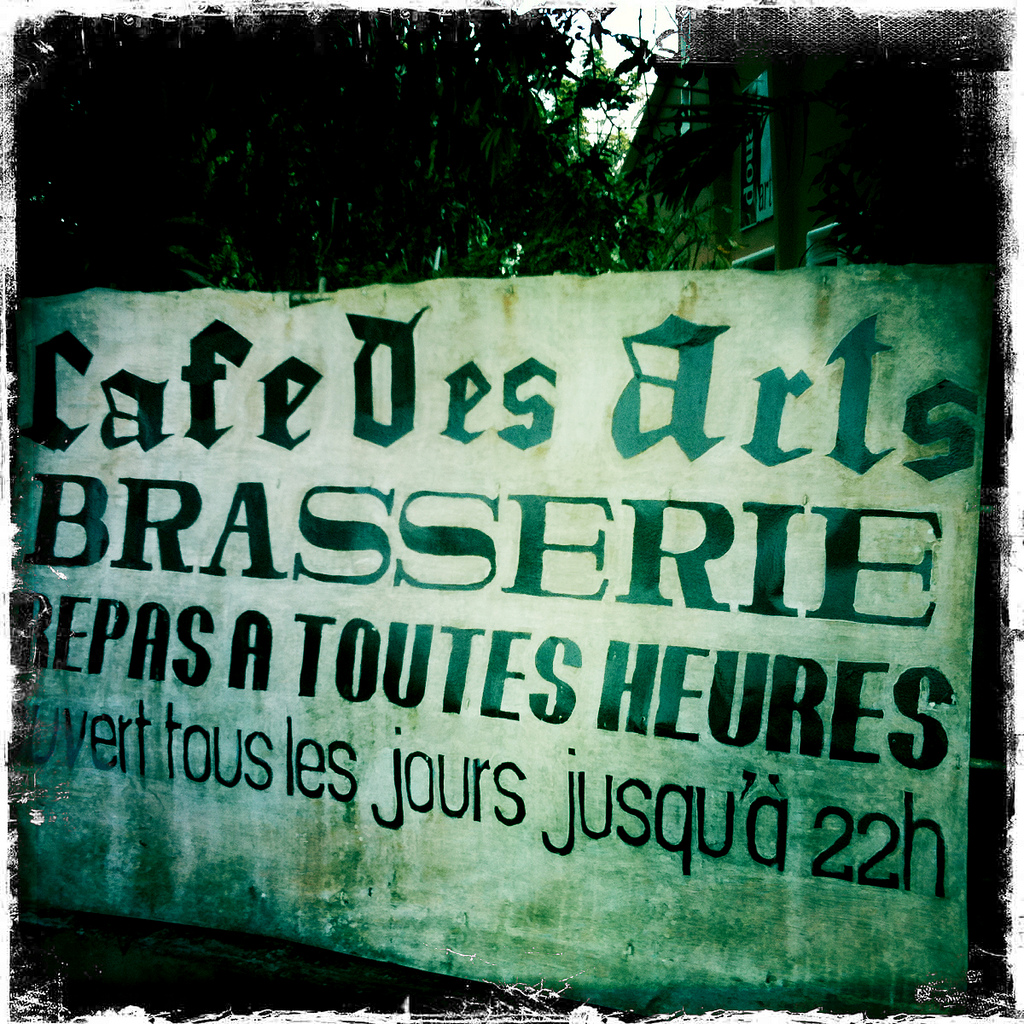